# Bibliothèque royale de Turin
La bibliothèque royale de Turin est une institution culturelle turinoise et un lieu patrimonial inscrit à l'UNESCO. La bibliothèque royale est une des résidences de la famille royale de Savoie. Elle est située dans le complexe du Palais royal, donnant sur la place Castello.

## Historique
La bibliothèque royale de Turin a été fondée en 1839 par le prince Charles-Albert de Sardaigne. Charles-Albert a reconstitué le fonds qui avait en partie été dispersé soit par don comme le fit Victor-Amédée II de Savoie à l'université de Turin soit par pillage par les troupes napoléoniennes. En 1840, la bibliothèque a déjà atteint 30 000 volumes, tous d'une valeur considérable. L'augmentation du nombre d'ouvrages a nécessité l'ouverture d'une aile du bâtiment par l'architecte Pelagio Palagi afin d'y loger la bibliothèque royale. La bibliothèque royale a acquis le célèbre manuscrit de Léonard de Vinci, Codex sur le vol des oiseaux dit Codex de Turin. Après la Seconde Guerre mondiale et l'avènement de la République, un conflit éclata entre l'État italien et la maison de Savoie au sujet du statut de la bibliothèque royale qui ne prit fin qu'en 1973.

## Fonds et collections

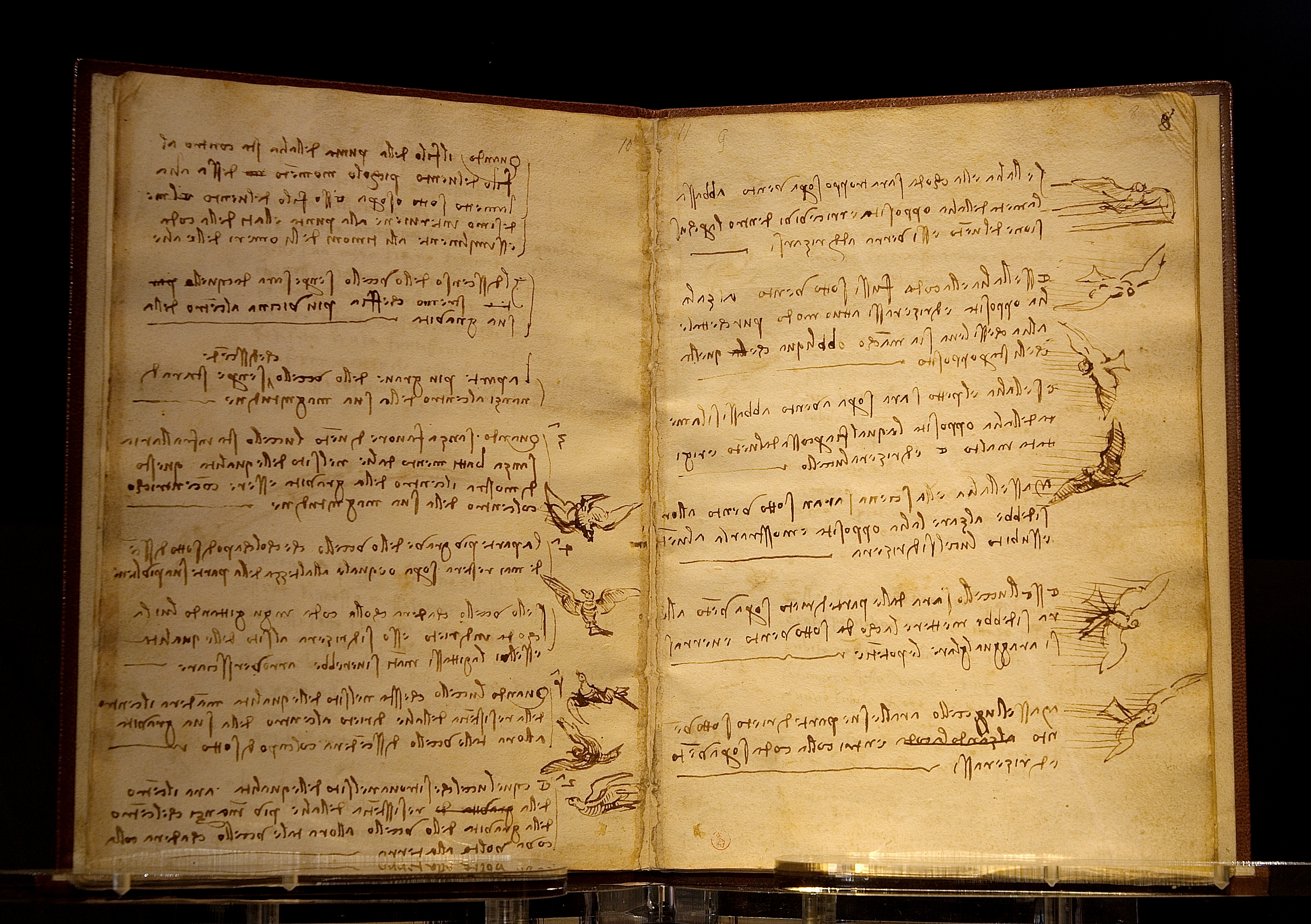
Codex du vol des oiseaux de Léonard de Vinci.

La bibliothèque contient actuellement environ 200 000 volumes imprimés, 4 500 manuscrits, 3 055 dessins, 187 incunables, 5019 cinquecentina, 20 987 dépliants, 1 500 rouleaux, 1 112 périodiques, 400 albums photos, et de nombreuses gravures et cartes.
Parmi les chefs-d'œuvre conservés à la bibliothèque royale, l'Autoportrait de Léonard de Vinci, vendu au roi Charles-Albert par le collectionneur Giovanni Volpato en 1839 et entreposé dans un local au sous-sol de la bibliothèque, ainsi que le célèbre Codex de Turin de Léonard de Vinci. On y trouve également l'étude de Vinci sur les anges du Baptême du Christ d'Andrea del Verrocchio, dont la toile est exposée à Florence. Le fonds possède également le carnet d'ingénieur de Francesco di Giorgio Martini.
Dans la collection de dessins et toiles de maîtres, sont exposés les chefs-d'œuvre notamment de Hans Burgkmair, d'Albrecht Dürer, Nicolaus Knüpfer, d'Antoine van Dyck, Raphaël et de Christian Wilhelm Ernst Dietrich. La bibliothèque possède également les œuvres du graveur Giovanni Volpato.

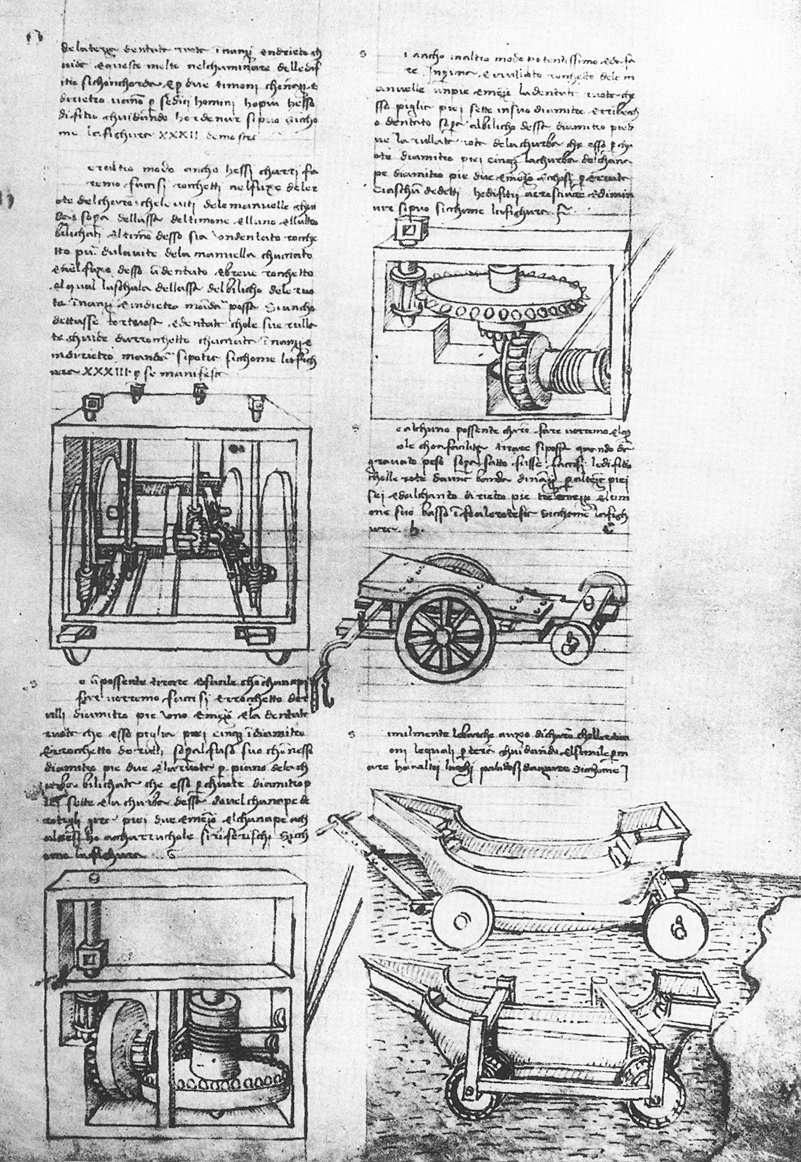
Extrait du carnet d'ingénieur de Francesco di Giorgio Martini (1470)